# NGC 7416
NGC 7416 (również PGC 70025) – galaktyka spiralna z poprzeczką (SBb), znajdująca się w gwiazdozbiorze Wodnika. Odkrył ją Albert Marth 25 sierpnia 1864 roku.